# Polyembryonie

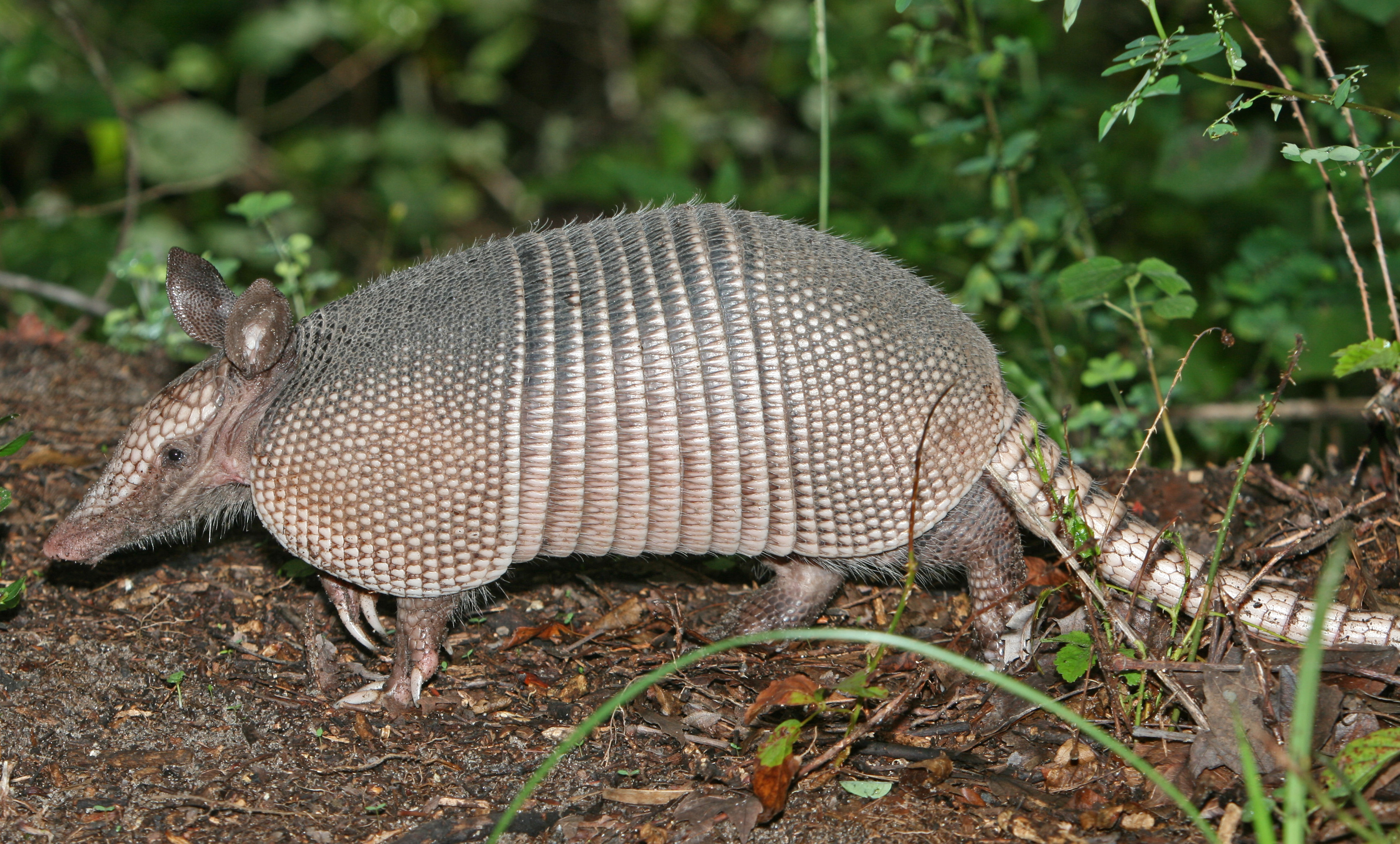
Pásovec devítipásý patří k několika málo živočichům s obligátní polyembryonií; samice vrhá (většinou 4) geneticky identické potomky stejného pohlaví

Polyembryonie je biologický proces, během kterého se z jednoho oplozeného vajíčka vyvíjejí dva nebo více zárodků. V důsledku vzniku zárodků ze stejných vajíček jsou výslední potomci vzájemně geneticky identičtí, avšak geneticky odlišní od svých rodičů.

## Zoologie
Polyembryonie se náhodně (fakultativně) vyskytuje takřka u všech živočichů včetně člověka, u kterého tak vznikají jednovaječná dvojčata, (případně trojčata, čtyřčata atp.) – naopak dvojvaječná dvojčata (trojčata, čtyřčata atp.) vznikají samostatným oplozením několika vajíček, která se vyvinou v geneticky odlišené jedince.
Obligátní polyembryonie je mnohem vzácnější a byla zaznamenána u 18 taxonů v 6 kmenech, mj. u parazitických vos, polypovců, mechovců, ploštěnců a pásovců. Např. v případě žahavců z rodu Tubularia se v oplozeném vajíčku zmnoží jádro a vajíčko se následně rozdělí na několik částí, z nichž každá dá vzniknout samostatnému jedinci. Rýhující vajíčka některých ježovek se rozdělují na několik skupin buněk (blastomér), z nichž se vyvíjí úplné larvy. U některých druhů hmyzu může tímto procesem vzniknout i sto a více larev.
V případě parazitických vos se polyembryonie vyskytuje nejméně u čtyřech nepříbuzných čeledí, takže se předpokládá, že se u nich polyembryonie vyvinula nezávisle na sobě, což vzbuzuje otázku, jaké výhody polyembryonie vosám přináší. Může se jednat o překonání limitu velikosti snůšky u vos s omezenou produkční kapacitou vajíček, menší šanci siblicidy u menších snůšek a nebo přizpůsobení počtu potomků nosné kapacitě hostitele. Podle jedné z teorií se polyembryonie má větší šanci vyvinout v případě, kdy potomek disponuje větším množstvím informací o ideální velikosti vrhu než jeho rodiče.

## Botanika
Polyembryonie se vyskytuje i v rostlinné říši, kde označuje proces vzniku více zárodků (klíčků) z jednoho semene. Polyembryonie byla identifikována u nejméně 20 rodů nahosemenných rostlin.